# Kolagenaza
Kolagenaze su enzimi koji razlažu peptidne veze kolagena. Oni pomažu u degradaciji ekstracelularnih struktura pri patogenezi bakterija kao što je Clostridium. Oni se smatraju faktorom virulencije koji omogućava širenje gasne gangrene. Oni normalno deluju na vezivno tkivo mišićnih ćelija i drugih organa..